# Doug Payne
Doug Payne (2 de diciembre de 1981) es un jinete estadounidense que compite en la modalidad de concurso completo. Ganó una medalla de oro en los Juegos Panamericanos de 2019, en la prueba por equipos.

## Palmarés internacional
| Juegos Panamericanos | Juegos Panamericanos | Juegos Panamericanos | Juegos Panamericanos |
| Año                  | Lugar                | Medalla              | Categoría            |
| -------------------- | -------------------- | -------------------- | -------------------- |
| 2019                 | Lima (Perú)          | Medalla de oro       | Por equipos          |